# Lickin' on Both Sides
Lickin' on Both Sides è l'album di debutto del gruppo musicale R&B britannico Mis-Teeq. L'album è stato pubblicato il 27 ottobre 2001 sotto l'etichetta discografica Telstar.
L'album è stato pubblicato in alcuni paesi, tra cui Regno Unito, Francia, Australia e Svizzera, ma ha riscosso successo solo in patria raggiungendo la terza posizione della classifica degli album. Nelle classifiche degli altri paesi, l'album ha raggiunto posizioni molto basse.
Il 22 giugno 2002 è stata pubblicata un'edizione speciale dell'album contenente tre ulteriori tracce (raggiungendo così il numero di 15 brani) ed è stato certificato doppio disco di platino in Regno Unito.

## Tracce
1. "One Night Stand" (Stargate radio edit) –3:35
2. "That Type of Girl" –3:47
3. "Roll On" (Blacksmith Rub)  –4:43
4. "B with Me" - 3:34
5. "Why?" (UK Garage MC radio edit) –4:45
6. "They'll Never Know" (featuring Asher D & Harvey) –3:32
7. "Stamp Reject" –4:07
8. "All I Want" (Sunship radio edit)  –4:00
9. "Nasty" –4:12
10. "These Days" –3:59
11. "Better Better" –3:50
12. "Secrets of the Night"  –3:44
13. "You're Gonna Stay" –3:53
14. "One Night Stand" (Sunship radio edit) –4:41
Special edition
Pubblicata il 22 giugno 2002
15. "B with Me" (Bump and Flex radio edit) –3:55
16. "Roll On" (Rishi Rich Bhangrahop edit) –3:42
17. "This Is How We Do It" (Rishi Rich Mayfair edit) –4:08

## Classifiche
| Classifica (2001)      | Posizione raggiunta |
| ---------------------- | ------------------- |
| Classifica australiana | 152                 |
| Classifica francese    | 82                  |
| Classifica svizzera    | 68                  |
| Classifica britannica  | 3                   |